# 艾登·海文
艾登·埃德福德·海文（英語：Ayden Edford Heaven；2006年9月22日—），英格蘭足球運動員，現效力英超球隊曼聯。

## 外部連結
- 艾登·海文的Instagram帳戶